# Marian Gołębiewski (duchowny)
Marian Gołębiewski (ur. 22 września 1937 w Trzebuchowie, zm. 11 marca 2024) – polski duchowny rzymskokatolicki, doktor habilitowany nauk teologicznych, biskup diecezjalny koszalińsko-kołobrzeski w latach 1996–2004, arcybiskup metropolita wrocławski w latach 2004–2013, od 2013 arcybiskup senior archidiecezji wrocławskiej.

## Życiorys
Urodził się 22 września 1937 w Trzebuchowie. W latach 1952–1956 był uczniem Niższego Seminarium Duchownego im. Jana Długosza we Włocławku, które ukończył uzyskaniem wewnętrznej matury. Państwowy egzamin dojrzałości zdał eksternistycznie w 1956 w Liceum im. Jana Matejki w Poznaniu. W latach 1956–1962 odbył studia filozoficzno-teologiczne w Wyższym Seminarium Duchownym we Włocławku. Na prezbitera został wyświęcony 24 czerwca 1962 w katedrze włocławskiej przez Antoniego Pawłowskiego, biskupa diecezjalnego włocławskiego. W latach 1966–1968 odbył studia specjalistyczne w zakresie badania Pisma Świętego na Wydziale Teologii Katolickiego Uniwersytetu Lubelskiego, które uwieńczył magisterium i licencjatem z teologii. Następnie w latach 1969–1971 kontynuował studia biblijne w Papieskim Instytucie Biblijnym w Rzymie, uzyskując stopień licencjata nauk biblijnych. W 1976 uzyskał doktorat, który został nostryfikowany na Katolickim Uniwersytecie Lubelskim. W roku akademickim 1992/1993 był stypendystą w Instytucie Katolickim w Paryżu. W 1994 w Akademii Teologii Katolickiej w Warszawie na podstawie dorobku naukowego i rozprawy Hymny samopochwalne Jahwe u Deutero-Izajasza (40-48). Studium literacko-krytyczno-teologiczne uzyskał stopień doktora habilitowanego nauk teologicznych.
Jako wikariusz pracował w latach 1962–1964 w parafii św. Mikołaja i Dobrego Pasterza w Ślesinie, następnie w latach 1964–1966 w parafii Wniebowzięcia Najświętszej Maryi Panny w Zduńskiej Woli. W strukturach diecezji włocławskiej był członkiem rady kapłańskiej i kolegium konsultorów, sędzią sądu biskupiego (1978–1989) i egzaminatorem prosynodalnym (od 1982).
W 1976 został wykładowcą Wyższego Seminarium Duchownego we Włocławku. Prowadził wykłady z Pisma Świętego Starego Testamentu oraz lektoraty języków: hebrajskiego, greckiego, łacińskiego i angielskiego. W latach 1981–1982 pełnił funkcję prefekta studiów, zaś w latach 1983–1992 rektora włocławskiego seminarium. Prowadził także zajęcia w Wyższym Seminarium Duchownym Misjonarzy Ducha Świętego w Bydgoszczy oraz w Instytucie Pastoralnym i w Instytucie Wyższej Kultury Religijnej we Włocławku. Od roku akademickiego 1979/1980 pracował w Akademii Teologii Katolickiej w Warszawie. W 1983 został adiunktem w Katedrze Pisma Świętego Starego Testamentu. W 1994 został mianowany kierownikiem Katedry Biblistyki Starego Testamentu, od następnego roku pełnił obowiązki kierownika Katedry Filologii Biblijnej. W 1995 został nominowany na stanowisko profesora nadzwyczajnego. W 1998 został profesorem nadzwyczajnym Wydziału Teologicznego Uniwersytetu Adama Mickiewicza w Poznaniu.
Jako prezbiter wchodził w skład: Komisji Episkopatu Polski ds. Seminariów Duchownych, Podkomisji (następnie Komisji) Episkopatu Polski ds. Dialogu z Judaizmem oraz Komisji Prosynodalnej ds. Wychowania Katolickiego. W latach 1978–1986 był członkiem kolegium redakcyjnego „Ateneum Kapłańskiego”. Był również redaktorem „Ładu Bożego”, dwutygodnika diecezji włocławskiej.
20 lipca 1996 papież Jan Paweł II mianował go biskupem diecezjalnym diecezji koszalińsko-kołobrzeskiej. 31 sierpnia 1996 otrzymał święcenia biskupie i odbył ingres do katedry koszalińskiej. Głównym konsekratorem był arcybiskup Józef Kowalczyk, nuncjusz apostolski w Polsce, a współkonsekratorami Henryk Muszyński, arcybiskup metropolita gnieźnieński, oraz Marian Przykucki, arcybiskup metropolita szczecińsko-kamieński. 8 września 1996 odbył ingres do konkatedry w Kołobrzegu. Jako zawołanie biskupie przyjął słowa „Ad imaginem Tuam” (Na obraz i podobieństwo Twoje).
3 kwietnia 2004 po przyjęciu przez papieża Jana Pawła II rezygnacji Henryka Gulbinowicza został mianowany arcybiskupem metropolitą wrocławskim. Ingres do archikatedry św. Jana Chrzciciela we Wrocławiu odbył 24 kwietnia 2004. W dniu kanonicznego objęcia archidiecezji został wielkim kanclerzem Papieskiego Wydziału Teologicznego we Wrocławiu. 29 czerwca 2004 otrzymał z rąk papieża paliusz metropolitalny. 18 maja 2013 papież Franciszek przyjął jego rezygnację z obowiązków arcybiskupa metropolity wrocławskiego. Jednocześnie zlecił mu pełnienie funkcji administratora apostolskiego archidiecezji do czasu kanonicznego objęcia urzędu przez jego następcę.
Podczas pełnienia funkcji biskupa diecezjalnego koszalińsko-kołobrzeskiego w strukturach Konferencji Episkopatu Polski był członkiem Rady Naukowej i Komisji Nauki Wiary, w obrębie której pełnił funkcję przewodniczącego Sekcji Nauk Biblijnych. Będąc na tym stanowisku, zainspirował w Kościele w Polsce ruch zwany Dziełem Biblijnym im. Jana Pawła II i wraz z ks. prof. Henrykiem Witczykiem oraz innymi biblistami doprowadził do rozwoju tego ruchu we wszystkich polskich diecezjach, jak również do powstania Kręgów Biblijnych w większości polskich parafii. Jako arcybiskup metropolita wrocławski w ramach Konferencji Episkopatu Polski został członkiem Rady Stałej, przewodniczącym Rady ds. Apostolstwa Świeckich, przewodniczącym Sekcji Biblijnej Komisji Nauki Wiary oraz członkiem Rady Naukowej. W 2001 Jan Paweł II powołał go na członka Papieskiej Rady Duszpasterstwa Migrantów i Podróżnych.
Konsekrował biskupa pomocniczego wrocławskiego Andrzeja Siemieniewskiego (2006), a także asystował podczas sakr biskupa pomocniczego świdnickiego Adama Bałabucha (2008) i biskupa pomocniczego legnickiego Marka Mendyka (2009).
W 2020 w procesie wytoczonym przez byłego ministranta molestowanego w dzieciństwie przez księdza Pawła Kanię przeciwko kuriom wrocławskiej i bydgoskiej zapadł prawomocny wyrok, w którym sąd ustalił, że pomimo otrzymywanych zgłoszeń na temat pedofilnych zachowań podległego księdza i postępowania przeciwko niemu o posiadanie dziecięcej pornografii (za co w 2010 został skazany) arcybiskup Marian Gołębiewski umożliwił mu w latach 2005–2012 kontynuowanie działalności duszpasterskiej (w tym pracę z dziećmi i młodzieżą), przenosząc go między parafiami i diecezjami, i w tym czasie duchowny wykorzystał seksualnie kolejnych małoletnich. W 2021 archidiecezja wrocławska poinformowała, że w wyniku dochodzenia przeprowadzonego w oparciu o przepisy kodeksu prawa kanonicznego i motu proprio Vos estis lux mundi, dotyczącego sygnalizowanych jego zaniedbań w prowadzeniu spraw o nadużycia seksualne wobec osób małoletnich przez niektórych podległych mu kapłanów diecezji koszalińsko-kołobrzeskiej i archidiecezji wrocławskiej, Stolica Apostolska nakazała hierarsze prowadzenie życia w duchu pokuty i modlitwy, zakazała uczestnictwa w jakichkolwiek uroczystościach publicznych, a także zobowiązała go tytułem pokuty do dokonania wpłaty z prywatnych środków na rzecz Fundacji św. Józefa. W 2023 złamał zakaz uczestnictwa w uroczystościach publicznych, biorąc udział w sakrze i ingresie biskupa diecezjalnego gliwickiego Sławomira Odera.
Zmarł 11 marca 2024. Pochowany został 18 marca 2024 w krypcie archikatedry św. Jana Chrzciciela we Wrocławiu.

## Wyróżnienia
W 2008 otrzymał tytuł doktora honoris causa Papieskiego Wydziału Teologicznego we Wrocławiu.